# HD 45652 b
HD 45652 b는 외뿔소자리 방향으로 지구로부터 약 118 광년 떨어진 곳에 있는 항성 HD 45652 주위를 도는, 외계 행성이다. 항성으로부터 약 0.23 천문단위 떨어져 돌고 있으며 1 공전주기는 지구 시간으로 44일이다. 최소 질량은 목성의 절반 정도이다. 궤도경사각을 알 수 없기 때문에 정확한 질량은 이보다 좀 더 커질 가능성이 많다. 반지름 또한 알려져 있지 않다. 2005년부터 2006년까지 ELODIE 분광사진기로 측정한 자료를 바탕으로 발견되었으며, 2006년부터 2007년 사이 CORALIE와 SOPHIE로 검증, 존재를 확인했다. 발견 사실은 2008년 5월 공표되었다.